# حمید قنبری (نوازنده)
حمید قنبری (۴ شهریور ۱۳۵۳ در تهران) نوازنده، محقق، مؤلف، آهنگساز، مدرس سازهای کوبه‌ای ایرانی دارای درجه ۲ هنری است.

## زندگی هنری
حمید قنبری از سال ۱۳۷۳ یادگیری ساز تنبک را نزد بهمن رجبی آغاز کرد. وی سپس در رشتهٔ موسیقی از دانشگاه سوره مدرک کارشناسی دریافت کرد.
قنبری با گروه‌های آفتاب، مهر پویا، آفاق، آوا، باران، سور و مهتاب همکاری کرده‌است. وی در کنار هنرمندانی نظیر محمدرضا شجریان و گروه شهناز، حسین علیزاده، علیرضا قربانی، سالار عقیلی محمد معتمدی وحید تاج فرهاد فخرالدینی و حسین علیشاپور به نوازندگی پرداخته‌است.

## فعالیت‌های هنری
قنبری در چندین جشنوارهٔ موسیقی بین‌المللی اجرا داشته‌است از جمله: جشنوارهٔ Lute در عمان، جشنوارهٔ Case de Cultura در اسپانیا، جشنوارهٔ روز جهانی موسیقی Les Arts Renaissanse در فرانسه، اولین جشنوارهٔ موسیقی کلاسیک ایران (که در سال ۱۳۹۵ در تالار رودکی برگزار شد)، جشنوارهٔ بین‌المللی موسیقی در هند، و جشنوارهٔ Tamburi Mundi در آلمان.
وی پایه‌گذار و سرپرست گروهی به نام «کلون زمان» است که از سال ۱۳۹۴ فعالیتش را با محوریت ریتم آغاز کرده‌است؛ دیگر اعضای این گروه عبارتند از ستار خطابی، حسام عظیمی و میلاد قریشی. از این گروه در سال ۱۳۹۵ آلبومی با عنوان «در دام ریتم» منتشر شد که در همان سال در بخش آهنگسازی موسیقی ایرانی بی‌کلام نامزد جایزه باربد شد.
سایر فعالیت‌های هنری او عبارتند از تدریس در دانشکدهٔ هنرهای زیبای دانشگاه تهران، تدریس خصوصی‌سازهای کوبه‌ای، و پژوهش در زمینهٔ موسیقی که منجر به تألیف دو کتاب شده‌است: کتاب آموزشی ضرب آوا، خنیاگری دوازده تصنیف قدیمی که در سال ۱۳۹۴ با مقدمه‌ای از محمدرضا شجریان منتشر شد و کتاب تنبک نوازی به روایت امیرناصر افتتاح.